# 横掛

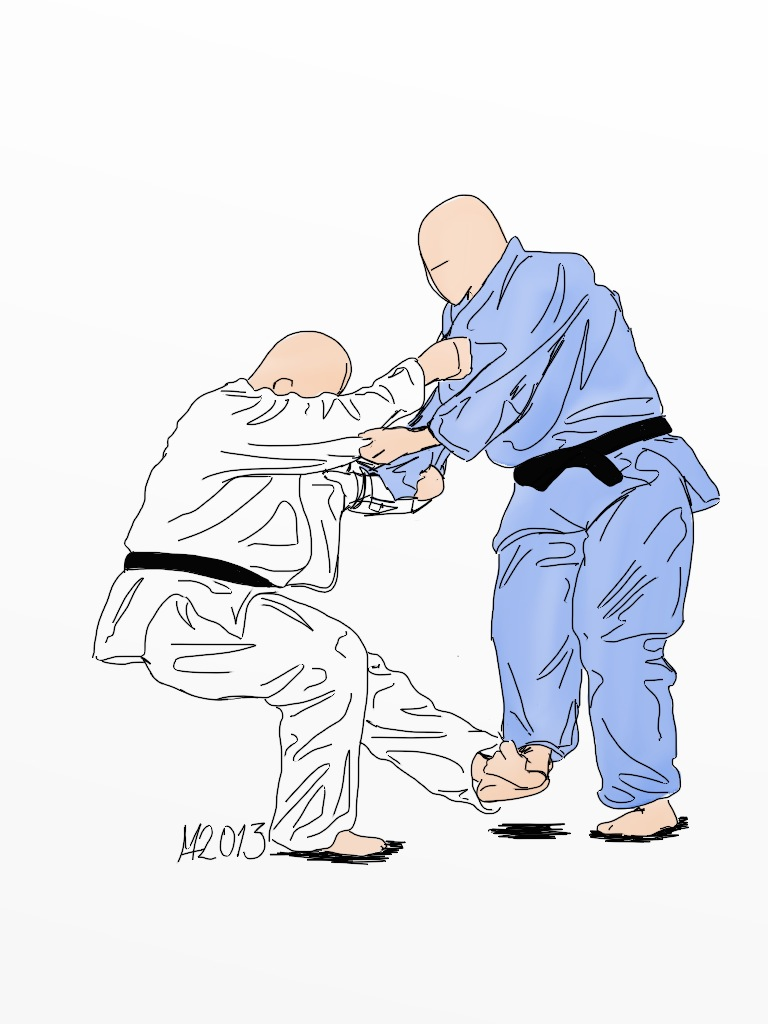
横掛のイラスト

横掛（よこがけ）は、柔道の投技で横捨身技の1つである。講道館や国際柔道連盟 (IJF) での正式名。IJF略号YGA。

## 概要
足払いで足を払うと同時に自分も横に倒れこんで投げる技。小外系の技で相手の足を刈るか足を掛けた状態から足を払って連絡するか、足払い系の技から直接連絡すると投げやすい。その名の通り、足を掛けるのだが、捨身技版足払いのため、支釣込足と同じ様な足の使い方になる。この技は両者とも肩が付くと試合では効果が分かりづらい場合があるので最後まで手は引き続けるのが肝心である。
かけ方のコツとしては取りの体を1本の棒のようにして思い切りが大切のようだ。しかし難易度が高いため、試合では滅多に見られない。相手の足首に自分の足首を掛けて、体を横に開きながら倒れこんで投げると浮技になり、スライディングして、自分の膝に相手の足首に引っ掛けて倒す様に投げると、横落になる。

## 変化

### 膝裏横捨身
膝裏横捨身（ひざうらよこすてみ）は相手の膝裏に足の甲を当てながらの横捨身技。右足の甲を相手の左膝裏に当て、左足を相手の前に踏み込み、倒れ込みながら相手の襟などを持った右手を効かせ相手を右に巻き込んで投げる。元はサンボの技。別名裏膝横捨て身（うらひざよこすてみ）、膝裏捨て身（ひざうらすてみ）。

### 大横分
大横分（おおよこわかれ）は自護体からの横掛。